# Municipio de Des Moines (condado de Dallas)
El municipio de Des Moines (en inglés: Des Moines Township) es un municipio ubicado en el condado de Dallas en el estado estadounidense de Iowa. En el año 2010 tenía una población de 1533 habitantes y una densidad poblacional de 16,57 personas por km².

## Geografía
El municipio de Des Moines se encuentra ubicado en las coordenadas 41°49′00″N 93°52′28″O / 41.81667, -93.87444. Según la Oficina del Censo de los Estados Unidos, el municipio tiene una superficie total de 92.54 km², de la cual 90,91 km² corresponden a tierra firme y (1,76 %) 1,63 km² es agua.

## Demografía
Según el censo de 2010, había 1533 personas residiendo en el municipio de Des Moines. La densidad de población era de 16,57 hab./km². De los 1533 habitantes, el municipio de Des Moines estaba compuesto por el 96,41 % blancos, el 0,85 % eran afroamericanos, el 0,52 % eran amerindios, el 0,59 % eran asiáticos, el 0,26 % eran de otras razas y el 1,37 % eran de una mezcla de razas. Del total de la población el 1,89 % eran hispanos o latinos de cualquier raza.